# Desinec
Desinec – wieś w Słowenii, w gminie Črnomelj. W 2018 roku liczyła 64 mieszkańców.